# 孫弁
孫弁（1433年—？），字文冕，江西饒州府浮梁縣人，民籍。明朝政治人物。進士出身。

## 生平
江西鄉試第二名。成化八年（1472年）壬辰科會試第一百五十四名，殿試登進士第三甲第三十名。

## 家族
曾祖父孫復原。祖父孫忠文。父亲孫彥俊。